# Northern line
Pour les articles homonymes, voir Northern.
Ne doit pas être confondu avec Northern City Line.
La Northern line (en français : « ligne septentrionale » ou « ligne du nord ») est une ligne du métro de Londres. Inaugurée en 1890, elle est actuellement la ligne la plus fréquentée de réseau, avec 294 millions de passagers par an lors du cycle 2016-2017. Longue de 58 kilomètres, elle dessert 52 stations. Elle est représentée en noir sur le plan du métro de Londres.
Son parcours est tout à fait particulier, puisque la ligne connaît trois branches au nord, vers Edgware, Mill Hill East (également considérée comme une ramification de la suivante) et High Barnet, ainsi que deux branches au sud, vers Battersea Power Station et Morden. Sa section centrale, en centre-ville, se divise en deux tronçons distincts, de la station Camden Town au nord à Kennington au sud, avec une correspondance entre les tronçons à Euston. En dépit de son nom, la Northern line est la ligne du métro de Londres qui s'étend non pas le plus au nord, mais bien le plus au sud.
La Northern line est exploitée avec le matériel roulant 1995 Stock. Avec deux itinéraires dans la partie centrale de Londres et trois branches au nord, elle est l'une des lignes les plus complexes. Seule la District line, dotée de cinq branches dans l'ouest londonien seul, apparaît aussi complexe dans ses itinéraires.

## Histoire

### Formation de la Northern line

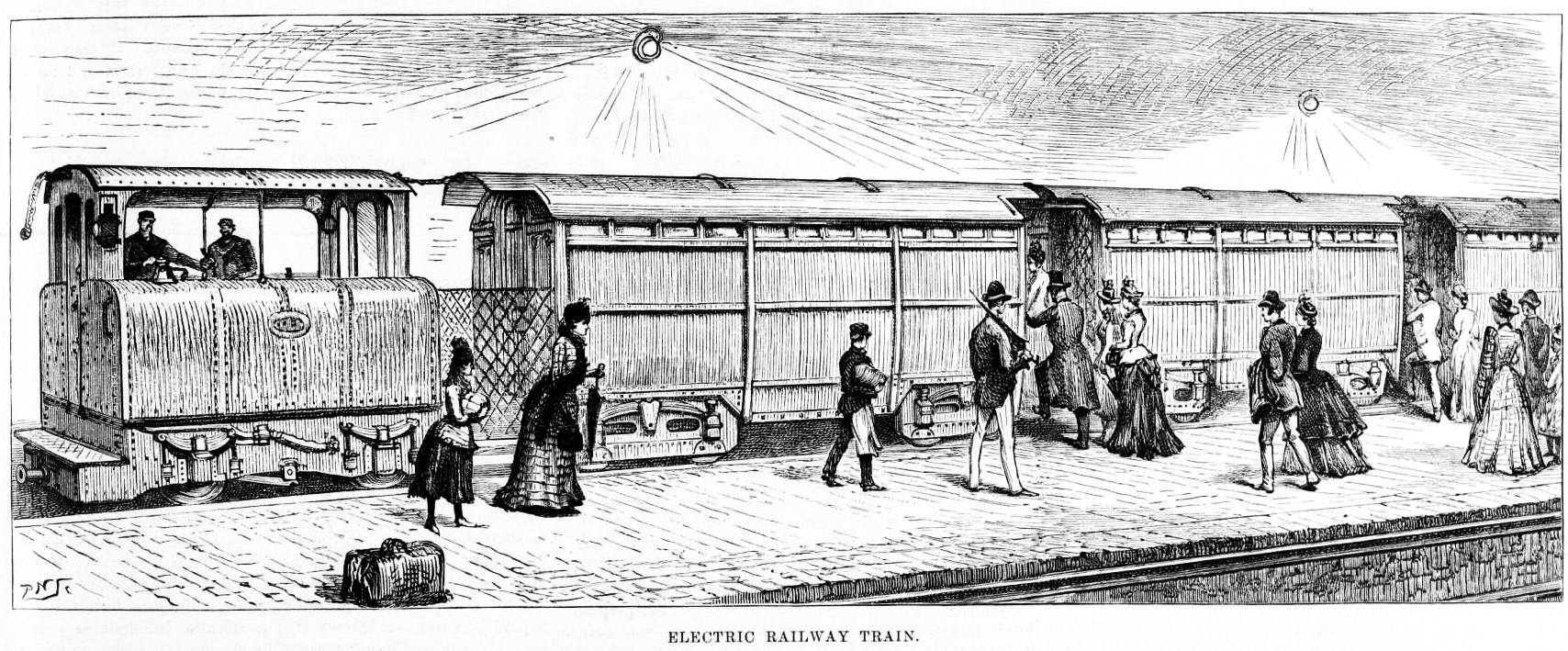
Un train du City & South London Railway, 1890.

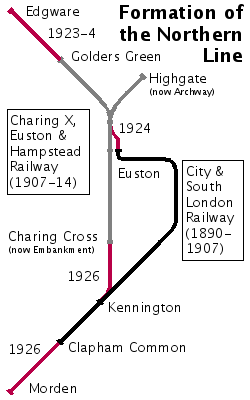
Formation de la Northern line. Les extensions à Barnet, Mill Hill et Battersea Power Station sont construites plus tard.

Le City & South London Railway (C&SLR), premier chemin de fer souterrain de grande profondeur de Londres, est construit sous la supervision de James Henry Greathead qui est responsable, avec Peter W. Barlow, du Tower Subway. Il ouvre en novembre 1890 entre Stockwell et une station aujourd'hui abandonnée à King William Street. Cette dernière est alors mal placée et incapable de faire face au trafic ; un nouvel itinéraire est donc ouvert en 1900 vers Moorgate via Bank. En 1907, le C&SLR est prolongé, reliant alors Clapham Common à Euston.
Le Charing Cross, Euston and Hampstead Railway (en) (CCE&HR), aussi appelé « Hampstead Tube », ouvre en 1907 et va alors de Charing Cross (station longtemps appelée Strand) à Golders Green et Highgate (aujourd'hui Archway). Il est prolongé au sud vers Embankment en 1914.
En 1913, les deux lignes ont le même propriétaire, tandis que pendant les années 1920, des raccordements sont construits pour relier les deux lignes à Camden Town et Kennington, d'où la forme particulière de la ligne actuelle. Les tunnels du C&SLR sont aussi élargis pour atteindre le gabarit standard Tube et les lignes sont prolongées de Golders Green à Edgware au nord (1923 et 1924) et de Clapham Common à Morden au sud (1926). La ligne découlant de ces modifications devient la Morden–Edgware line ; bien qu'un certain nombre de noms rappelant la contraction de Baker Street & Waterloo Railway en « Bakerloo » sont proposés, comme « Edgmorden » ou « Medgware », elle est finalement dénommée Northern line en 1937, en prévision d'une extension à Bushey au Hertfordshire, annulée en 1939 alors que la Seconde Guerre mondiale éclate.

### L'extension de Morden
L’extension vers Morden au sud permet l'ajout de sept nouvelles stations toutes conçues par Charles Holden dans un style moderne qui est connu sous le nom de Morden Style. À l'exception des stations de Morden et Clapham South, où plus d'espace était disponible, les nouvelles stations ont généralement des dimensions restreintes à l’angle des grands axes routiers, dans des quartiers déjà développés. Holden fait un bon usage de l'espace limité tout en concevant des constructions impressionnantes.

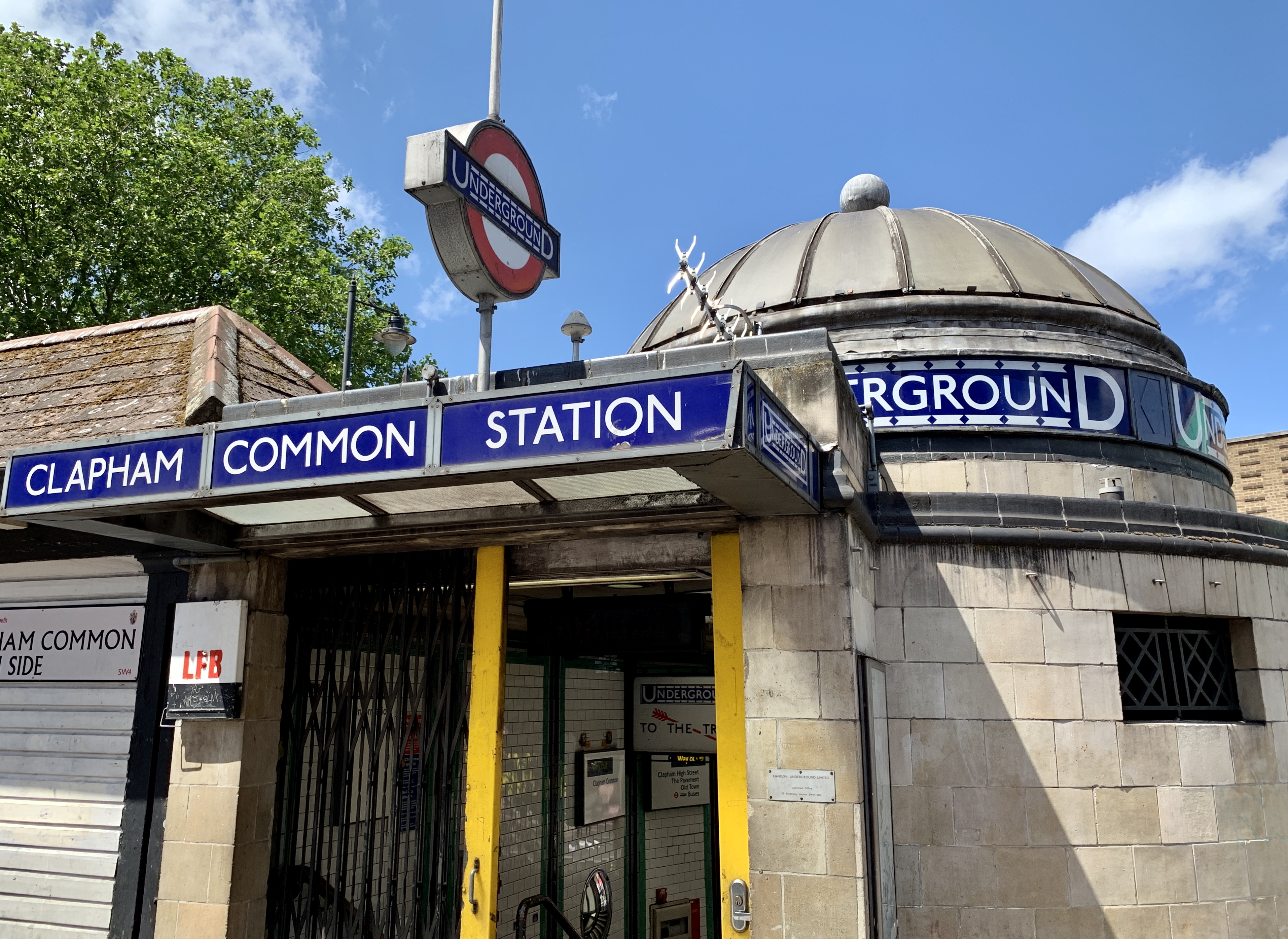
La station Clapham Common, dans le sud de Londres, ancien terminus du C&SLR.

Au niveau de la rue, les structures sont en pierre de Portland, recevant des salles des billets de grande hauteur, avec la célèbre rondelle du métro de Londres composée de panneaux de verre colorés dans de grands écrans glacés. Les colonnes en pierre encadrant les écrans de verre sont surmontées par un capital formé d'une version tridimensionnelle du logo du métro. La large surface vitrée permet de disposer de salles des billets claires ; cela permet aussi d'avoir des stations accueillantes la nuit, éclairées de l'intérieur.
La première et la dernière station du prolongement, Clapham South et Morden, incluent des galeries commerciales et sont conçues avec des structures capables de recevoir des constructions au-dessus, comme beaucoup des premières stations du centre de Londres. Clapham South est intégrée dans un immeuble d'habitation peu après sa construction ; quant à Morden, un immeuble de bureaux est construit au-dessus dans les années 1960. Toutes les stations de ce prolongement sont aujourd'hui classées au grade II des monuments classés, à l'exception de Morden.

### La Northern City Line
Après la nationalisation en 1933, le Great Northern & City Railway, qui reliait Moorgate à Finsbury Park, est intégré au métro de Londres sous le nom de Northern City Line ; cette ligne est exploitée comme une ligne annexe de la Northern Line, bien qu'elles n'aient jamais été connectées, jusqu’en 1975, date de son transfert à British Rail.

### Nouveau programme de travaux (1935-1940): le plan«Northern Heights»
En juin 1935, un plan ambitieux de nouvelles extensions est annoncé par LT, comprenant l’intégration d’un complexe de lignes existantes du London and North Eastern Railway (LNER) au nord de Highgate, à travers les "Northern Heights". Ces lignes, construites dans les années 1860 et 1870 par le Edgware, Highgate and London Railway (et ses successeurs), allait de Finsbury Park à Edgware par Highgate, avec des branches vers Alexandra Palace et High Barnet. La ligne aurait aussi dû être prolongée au-delà de Edgware vers Brockley Hill, Elstree South et Bushey. Un nouveau dépôt devait être édifié à Aldenham. Cela aurait impliqué l’électrification des lignes de surface (alors desservies par des trains à vapeur) et la construction de trois nouvelles sections : une correspondance entre la Northern City Line et la station de surface de Finsbury Park, une extension de la branche de Highgate vers la ligne du LNER près de East Finchley avec une nouvelle station en tunnel profond sous la station existante de Highgate, et une courte déviation depuis l’amont de la station Edgware jusqu’à la station souterraine du même nom.
Les travaux ont commencé à la fin des années 1930, mais ont été interrompus par le début de la Guerre. Les travaux, suffisamment avancés sur la jonction vers Highgate ainsi que sur la branche de High Barnet, ont été autorisés à continuer et ont été terminés en 1939 (Archway - East Finchley), 1940 (East Finchley - High Barnet) et 1941 (Station de Highgate). Une seule voie de la ligne du LNER vers Edgware a été électrifiée ainsi que vers Mill Hill East en 1941 (pour desservir les casernes), formant ainsi la Northern Line telle qu’elle est aujourd’hui. Le nouveau dépôt ferroviaire d’Aldenham était déjà construit pour la construction de bombardiers Halifax. Les travaux sur les autres éléments du plan ont été suspendus.
Après la guerre, la zone au-delà de Edgware a été intégrée à la "Ceinture Verte" ("Green Belt", constituée autour de Londres pour contenir l’urbanisation) ; la demande potentielle de services depuis Bushey a donc été annulée. Les fonds disponibles ont été réorientés sur l’extension orientale de la Central Line, et le plan "Northern Heights" a été abandonné. Le dépôt d’Aldenham a été converti en atelier pour les bus. La ligne de Finsbury Park à Muswell Hill et Alexandra Palace par les quais de surface à Highgate a été fermée au trafic voyageurs en 1954. Un groupe de pression local, le Muswell Hill Metro Group, fait campagne pour la réouverture de ce tracé sous forme de tramway. Il n’y a à ce jour rien qui aille dans ce sens ; cet itinéraire, aujourd’hui "Parkland Walk", est très apprécié des promeneurs et des cyclistes ; l’idée émise dans les années 1990 de le transformer partiellement en route a rencontré une opposition hostile.
L’héritage de la ligne suburbaine qu’était la branche de High Barnet au-delà de Highgate est visible dans la conception des stations.

### L'extension à Battersea
En 2015, la construction d'une nouvelle branche entre Kennington à Battersea commence. Comprenant deux nouvelles stations, Nine Elms et Battersea Power Station, elle est ouverte aux voyageurs le 20 septembre 2021.

## Le matériel roulant

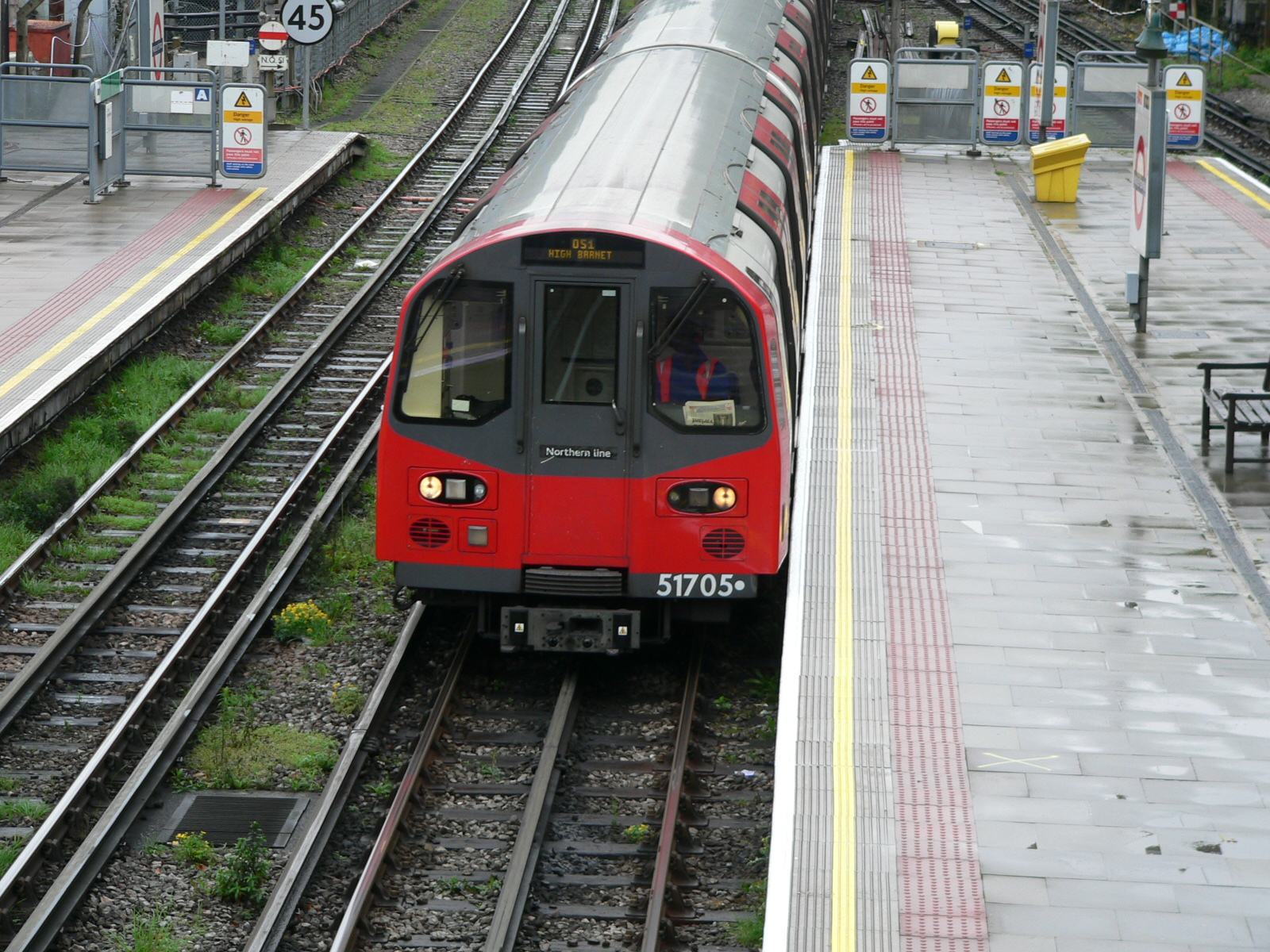
Une rame de la Northern Line.

Toutes les rames de la Northern line sont de type 1995 Stock et portent la livrée particulière de London Underground à base de rouge, blanc et bleu. Comme sur les autres lignes profondes, les rames ont le gabarit le plus petit des deux du métro de Londres.

## Stations

### Branche de High Barnet
- High Barnet
- Totteridge & Whetstone
- Woodside Park
- West Finchley
- Mill Hill East (station en antenne)
- Finchley Central
- East Finchley
- Highgate
- Archway
- Tufnell Park
- Kentish Town

### Branche de Edgware
- Edgware
- Burnt Oak
- Colindale
- Hendon Central
- Brent Cross
- Golders Green
- Hampstead
- Belsize Park
- Chalk Farm

### Camden Town
- Camden Town

Les jonctions entre les deux branches septentrionales et les deux itinéraires centraux de la Northern Line sont situées juste au sud de la station Camden Town. La station a deux quais sur chacune des branches septentrionales ; vers le sud, les trains peuvent partir d'un quai comme de l'autre vers Charing Cross ou vers Bank.

### Branche de Charing Cross (Charing Cross branch)
(Aussi connue sous le nom de West End branch.)
- Mornington Crescent
- Euston
- Warren Street
- Goodge Street
- Tottenham Court Road
- Leicester Square
- Charing Cross
- Embankment
- Waterloo

En heure creuse, les trains de cette branche ont leur terminus à Kennington ou Battersea Power Station.

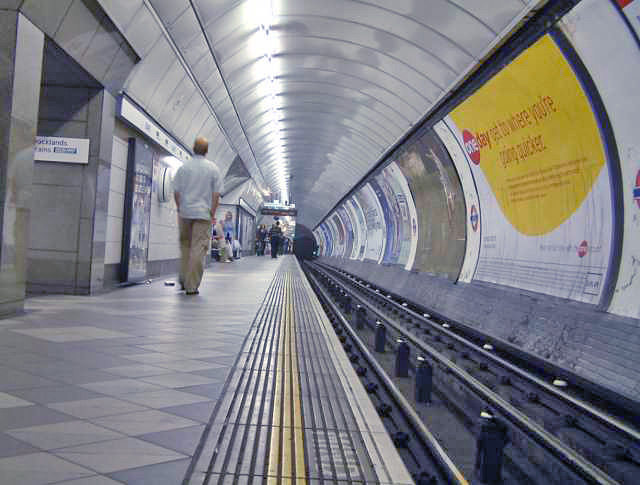
Un quai type de la Northern Line, à la station Bank.

### Branche de Bank (Bank branch)
(Connue aussi sous le nom de City Branch.)
- Euston
- King's Cross St. Pancras
- Angel
- Old Street
- Moorgate
- Bank
- London Bridge
- Borough
- Elephant & Castle

En heure creuse, les trains de cette branche ont leur terminus à Morden.

### Kennington
- Kennington

### Branche de Morden
- Oval
- Stockwell
- Clapham North
- Clapham Common
- Clapham South
- Balham
- Tooting Bec
- Tooting Broadway
- Colliers Wood
- South Wimbledon
- Morden

### Branche de Battersea Power Station
- Nine Elms
- Battersea Power Station

### Stations fermées
- City Road, située entre Angel et Old Street sur la branche de Bank, ouverte le 7 novembre 1901, fermée le 8 août 1922
- South Kentish Town, située entre Kentish Town et Camden Town sur la branche de High Barnet, ouverte le 22 juin 1907, fermée le 5 juin 1924
- Shoreditch

### Stations ayant changé de nom
- Brent est devenue Brent Cross en 1976
- Clapham Road est devenue Clapham North en 1926
- Trinity Road est devenue Tooting Bec en 1950
- La station Archway était originellement nommée Highgate, et après l'ouverture de la station Highgate en 1941, Archway a reçu son nom actuel.

## Développements plus récents
En 1965, le quai central étroit à Euston, situé entre deux voies, était remplacé par deux quais séparés avec la construction de la Victoria Line.
En 1975, la Northern City Line, aussi appelée branche de Highbury, est intégrée à British Rail ; elle est aujourd'hui desservie par First Capital Connect.
Dans les années 1980 et 1990, la ligne a été surnommée la "Ligne de la Misère", bien que sa réputation se soit améliorée significativement avec l’introduction d’un nouveau matériel roulant à la fin des années 1990.
En 1991 la station d'Angel, qui, comme Euston, avait un quai central étroit entre les deux voies, a été rénovée et rouverte avec deux quais séparés. Aujourd'hui, seulement Clapham North et Clapham Common continuent d'avoir ce type de quai souterrain, considéré peu sûr ; il n'y a pas de plans pour les remplacer.
En 2003, un train a déraillé à Camden Town. Cela a endommagé plusieurs éléments, dont la signalisation ; les jonctions n’ont pas pu être utilisées pendant les réparations — les trains venant de Edgware continuant obligatoirement sur la branche de Bank, et ceux de High Barnet et Mill Hill East sur la branche de Charing Cross. Cette situation a pris fin quand les jonctions ont été rouvertes, après de gros travaux de réparation et des essais de sécurité, le 7 mars 2004.
Un rapport commun de London Underground et de son consortium chargé de la maintenance, Tube Lines, a conclu que la mauvaise géométrie de la voie était la cause principale du déraillement : à cause de celle-ci, des frottements supplémentaires provenant des stries (éraflures) apparues sur un ensemble d'aiguillages nouvellement installés ont fait monter la première roue du dernier véhicule sur le rail, et ainsi dérailler. Dans la zone du déraillement, la géométrie de la voie comporte une courbe serrée dans un tunnel étroit, ce qui exclut la mise en œuvre d’un dévers.
Le 13 octobre 2005, le service sur toute la Northern Line service a été suspendu du fait de problèmes de maintenance sur le système de freinage d’urgence des rames. Une série de bus de remplacement a été mise en place pour connecter les stations de la périphérie avec les autres lignes. Un service réduit a été mis en place le 17 octobre 2005, et le service normal a repris le 18 octobre.
Début 2006, le cabinet du Maire a exposé qu’un des points de développement à long terme serait l’expansion du métro dans les zones mal desservies du sud de Londres. Les principales pistes évoquées sont :
- prolongement de la Bakerloo Line, renouvelant l’idée longtemps repoussée de prolongement vers Camberwell et au-delà,
- prolongement de la Victoria Line depuis Brixton ; elle a, comme la Bakerloo line, une réserve de capacité sur sa partie méridionale,
- prolongement de la Northern line depuis Kennington, ce qui pourrait se faire conjointement avec la séparation de la Northern Line en deux lignes distinctes, qui nécessiterait le réaménagement de la station Camden Town pour améliorer les correspondances. Ce fut réalisé en 2021 avec l'ouverture de l'extension à Battersea Power Station.

En 2021, une nouvelle branche de la ligne a été ouverte entre Kennington et Battersea Power Station.